# میلتون سوباتسکی
میلتون سوباتسکی (انگلیسی: Milton Subotsky؛ ‏ ۲۷ سپتامبر ۱۹۲۱ – ۲۷ ژوئن ۱۹۹۱) آهنگساز، ترانه‌سرا، فیلم‌نامه‌نویس، تهیه‌کننده فیلم، تدوین‌گر و تهیه‌کننده تلویزیونی اهل ایالات متحده آمریکا بود.
از فیلم‌هایی که وی در آن‌ها نقش داشته است، می‌توان به مسیر خطر و جشن تولد اشاره نمود.